# All of my mind
《all of my mind》(올 오브 마이 마인드)는 일본의 가수, 와다 코지의 앨범이다. 2001년 12월 5일에 발매. 발매원은 인덱스 음악, 판매원은 킹레코드 (NECA-30052)이다.

## 요약
- 수록곡은 싱글 5작품에서 타이틀 곡과 커플 링곡에 신곡 〈소녀인채로〉 〈Modern Love〉를 더한 총 12곡이 수록되어있다. 그 대부분이 《디지몬 시리즈》의 주제가·삽입곡이며, 일종의 베스트 앨범에 가까운 것으로 되어있다.
- 〈불꽃의 오버드라이브〉는 미수록되어있다.

## 수록곡
| #            | 제목                              | 작사            | 작곡                                  | 재생 시간 |
| ------------ | --------------------------------- | --------------- | ------------------------------------- | --------- |
| 1.           | 〈Starting Over -ALBUM VERSION-〉 | 와다 코지       | 치와타 히데노리 (편곡: 오타 미치히코) | 4:27      |
| 2.           | 〈Butter-Fly〉                    | 치와타 히데노리 | 치와타 히데노리 (편곡: 와타나베 체루) | 4:14      |
| 3.           | 〈바람〉                          | 와다 코지       | 오오쿠보 카오루 (편곡: 와타나베 체루) | 3:54      |
| 4.           | 〈미소〉                          | 와다 코지       | 와다 코지 (편곡: 오타 미치히코)       | 5:14      |
| 5.           | 〈Seven〉                         | 코야마 코우헤이 | 코야마 코우헤이 (편곡: 와타나베 체루) | 4:13      |
| 6.           | 〈타겟 ~붉은 충격~〉              | 마츠키 유우     | 오타 미치히코 (편곡: 오타 미치히코)   | 4:26      |
| 7.           | 〈소녀인채로〉                    | 와다 코지       | 와다 코지 (편곡: 오타 미치히코)       | 4:27      |
| 8.           | 〈나는 나라고〉                   | 마츠키 유우     | 치와타 히데노리 (편곡: 와타나베 체루) | 4:13      |
| 9.           | 〈Say Again〉                     | 와다 코지       | 오타 미치히코 (편곡: 오타 미치히코)   | 4:21      |
| 10.          | 〈너의 빛 미래 (꿈)〉             | 와다 코지       | 와다 코지 (편곡: 와타나베 체루)       | 4:40      |
| 11.          | 〈The Biggest Dreamer〉           | 야마다 히로시   | 오타 미치히코 (편곡: 오타 미치히코)   | 3:51      |
| 12.          | 〈Modern Love〉                   | halta           | halta (편곡: 타코우 마코토)           | 6:20      |
| 총 재생 시간 | 총 재생 시간                      | 총 재생 시간    | 총 재생 시간                          | 54:20     |

## 곡해설
1. Starting Over -ALBUM VERSION-
5th 싱글 《Starting Over》 앨범 버전으로 수록.
2. Butter-Fly
1st 싱글 《Butter-Fly》 수록.
4th 싱글 《The Biggest Dreamer》 "기간 한정반2"에 수록.
3. 바람
4th 싱글 《The Biggest Dreamer》 c/w 수록.
4. 미소
4th 싱글 《The Biggest Dreamer》"기간 한정반2"에 수록.
5. Seven
1st 싱글 《Butter-Fly》 c/w 수록.
6. 타겟 ~붉은 충격~
2nd 싱글 《타겟 ~붉은 충격~》 수록.
7. 소녀인채로
8. 나는 나라고
2nd 싱글 《타겟 ~붉은 충격~》 수록.
9. Say Again
5th 싱글 《Starting Over》 수록.
10. 너의 빛 미래 (꿈)
3rd 싱글 《불꽃의 오버드라이브》 수록.
11. The Biggest Dreamer
4th 싱글 《The Biggest Dreamer》 수록.
12. Modern Love